# Коне, Ломполо
Ломполо (Рене) Коне (фр. Lompolo (René) Koné; 1921, Тенгрела, Французская Верхняя Вольта — 2 июня 1974, Уагудугу, Верхняя Вольта) — драматург и государственный деятель Верхней Вольты, министр иностранных дел (1961—1966).

## Биография
Его дед был королём местного племени. Окончил лицей Уильяма Понти.
- 1954—1957 гг. — редактор журнала африканских интеллектуалов Trait d’Union, инсценировал проведение театральных конкурсов l’AOF.
- 1961—1966 гг. — министр иностранных дел Верхней Вольты.
- С 1966 г. — директор Национальной школы администрации.

Являлся автором нескольких пьес, среди них: «Легенда о Teli Soma Oulé» и «Сельская молодёжь Банфоре». Внес значительный вклад в развитие театрального искусства страны.